# Élections cantonales de 1907 en Guadeloupe
Les élections cantonales ont eu lieu pour le premier tour le 15 septembre et pour le second tour le 22 septembre 1907 dans la colonie de la Guadeloupe.
Ce conseil général colonial dispose de plus de compétences, notamment financière, qu'un conseil général de métropole.

## Mode de scrutin
Les trente-six conseillers généraux de la colonie de la Guadeloupe sont élus au suffrage universel masculin, dans le cadre de onze cantons. Ils sont renouvelés par moitié tous les trois ans.
Le mode d'élection choisit est le scrutin majoritaire plurinominal à deux tours :
- au premier il faut obtenir la majorité des voix plus une et au moins un quart du votes des inscrits sur les listes électorales ;
- au second tour (ballottage) le (ou les) candidat(s) avec le plus de voix est élu.

### Nombre de conseillers
- À la suite du décret du 7 novembre 1879[1], le conseil général passe de 24 à 36 membres ;
- la circonscription d'élection reste le canton, les trente-six sièges étant répartis proportionnellement à la population des cantons.

| Pointe-à-Pitre | 8  |  |  |
| Le Moule       | 4  |  |  |
| Marie-Galante  | 3  |  |  |
| Saint-François | 1  |  |  |
| Saint-Martin   | 1  |  |  |
|                |    |  |  |
| Total          | 17 |  |  |

## Arrondissement de Basse-Terre

### Canton de Marie-Galante
- Trois conseillers sont à élire.
- Hubert Rousseau et Mésance Bambuck, élus depuis 1895, ne se représente pas.

| Candidats | Candidats         | Étiquette       | Premier tour | Premier tour |
| Candidats | Candidats         | Étiquette       | Voix         | %            |
| --------- | ----------------- | --------------- | ------------ | ------------ |
|           | Jules Hamot       | Rép. socialiste | 1 626        | 96,79        |
|           | Ernest Bastareaud | FSAG            | 1 476        | 87,86        |
|           | Octave Garel      | Rép. socialiste | 1 440        | 85,71        |
|           | Abel Ariste *     | Radical         | 111          | 6,61         |
|           | Paul Boulogne     |                 | 109          | 6,49         |
|           | Constant Triviaux |                 | 77           | 4,58         |
|           | Alfred Taranne    |                 | 42           | 2,50         |
|           |                   |                 |              |              |
| Inscrits  | Inscrits          | Inscrits        | 3 774        | 100,00       |
| Votants   | Votants           | Votants         | 1 680        | 44,52        |
| Exprimés  |                   |                 |              |              |

*sortant

### Canton de Saint-Martin
- Un conseiller est à élire.

| Candidats | Candidats               | Étiquette     | Premier tour | Premier tour |
| Candidats | Candidats               | Étiquette     | Voix         | %            |
| --------- | ----------------------- | ------------- | ------------ | ------------ |
|           | Alexandre Beauperthuy * | Réactionnaire | 377          | 99,47        |
|           | Louis-Samuel Bryan      |               | 2            | 0,53         |
|           |                         |               |              |              |
| Inscrits  | Inscrits                | Inscrits      | 605          | 100,00       |
| Votants   | Votants                 | Votants       | 379          | 62,65        |
| Exprimés  |                         |               |              |              |

*sortant

## Arrondissement de Pointe-à-Pitre

### Canton de Pointe-à-Pitre
- Huit conseillers sont à élire.

| Candidats | Candidats               | Étiquette     | Premier tour | Premier tour | Ballotage | Ballotage |
| Candidats | Candidats               | Étiquette     | Voix         | %            | Voix      | %         |
| --------- | ----------------------- | ------------- | ------------ | ------------ | --------- | --------- |
|           | Alexandre Saverdat      | FSAG          | 2 648        |              | 3 980     | 65,98     |
|           | Saint-Éloi Gourdin      | FSAG          | 2 647        |              | 3 972     | 65,85     |
|           | Hubert Jean-Louis       | FSAG          | 2 646        |              | 3 974     | 65,88     |
|           | Gaston Ballet           | FSAG          | 2 644        |              | 3 975     | 65,90     |
|           | Bélance Garbin          | FSAG          | 2 641        |              | 3 970     | 65,82     |
|           | Claudius Mocka          | FSAG          | 2 637        |              | 3 954     | 65,55     |
|           | Joseph Hartog           | Réactionnaire | 2 632        |              | 3 967     | 65,77     |
|           | Édouard Dubos           | Réactionnaire | 2 608        |              | 3 954     | 65,55     |
|           | Nérée Paladine          | Radical       | 1 294        |              |           |           |
|           | Achille René-Boisneuf * | Radical       | 1 068        |              | 2 058     | 34,12     |
|           | Lyonnel Méloir          | Radical       | 969          |              |           |           |
|           | de Kermadec             | Radical       | 790          |              |           |           |
|           | Monestier *             | Radical       | 715          |              |           |           |
|           | SFIOgefroy Tafial       | Radical       | 715          |              | 2 056     | 34,09     |
|           | Pierre Labrousse *      | Radical       | 713          |              | 2 063     | 34,20     |
|           | Régis Deumié *          | Radical       | 707          |              | 2 072     | 34,35     |
|           | Camille Dain            | Radical       | 701          |              | 2 081     | 34,50     |
|           | Saint-Étienne Pilade    | Radical       | 683          |              | 2 052     | 34,02     |
|           | Horace Descamps         | Radical       | 671          |              |           |           |
|           | Owen                    | Radical       | 656          |              |           |           |
|           | Emmanuel Dévarieux      | Radical       | 587          |              |           |           |
|           | Bernardin Tirolien      | Radical       | 534          |              | 2 059     | 34,14     |
|           | Gabriel Francfort       | Radical       | 434          |              | 2 047     | 33,94     |
|           |                         |               |              |              |           |           |
| Inscrits  | Inscrits                | Inscrits      | 10 590       | 100,00       | 10 590    | 100,00    |
| Votants   | Votants                 | Votants       |              |              | 6 032     | 56,96     |
| Exprimés  |                         |               |              |              |           |           |

*sortant

### Canton du Moule
- Quatre conseillers sont à élire.

| Candidats | Candidats             | Étiquette | Premier tour | Premier tour | Ballotage | Ballotage |
| Candidats | Candidats             | Étiquette | Voix         | %            | Voix      | %         |
| --------- | --------------------- | --------- | ------------ | ------------ | --------- | --------- |
|           | Babylas Farashmane    | FSAG      | 1 105        | 65,62        | 1 324     | 71,03     |
|           | Emmanuel Daubé        | FSAG      | 1 103        | 65,50        | 1 326     | 71,14     |
|           | Pierre-Ulysse Dupuits | FSAG      | 1 101        | 65,38        | 1 324     | 71,03     |
|           | Ninus Côme-Corneille  | FSAG      | 1 101        | 65,38        | 1 325     | 71,08     |
|           | Athanase Mathurin     | Radical   | 579          | 34,38        | 538       | 28,86     |
|           | Auguste Carle         | Radical   | 576          | 34,20        | 540       | 28,97     |
|           | Paulin Mérope         | Radical   | 563          | 33,43        | 537       | 28,81     |
|           | Scipion Taranne       | Radical   | 562          | 33,37        | 538       | 28,86     |
|           |                       |           |              |              |           |           |
| Inscrits  | Inscrits              | Inscrits  | 5 015        | 100,00       | 5 015     | 100,00    |
| Votants   | Votants               | Votants   | 1 684        | 33,58        | 1 864     | 37,17     |
| Exprimés  |                       |           |              |              |           |           |

*sortant

### Canton de Saint-François
- Un seul conseiller est à élire.
- Ernest Souques (Réactionnaire), conseiller général depuis 1880, est décédé en début d'année.

| Candidats | Candidats      | Étiquette     | Premier tour | Premier tour |
| Candidats | Candidats      | Étiquette     | Voix         | %            |
| --------- | -------------- | ------------- | ------------ | ------------ |
|           | Amédée Pauvert | Réactionnaire | 547          | 99,82        |
|           |                |               |              |              |
| Inscrits  | Inscrits       | Inscrits      | 1 344        | 100,00       |
| Votants   | Votants        | Votants       | 548          | 40,77        |
| Exprimés  |                |               |              |              |

*sortant

### Sources
- Bibliothèque de l'Université de Floride : https://ufdc.ufl.edu/fr
- Journal officiel de la Guadeloupe.
- Le Progrès[3] (Guadeloupe).
- Le Courrier de la Guadeloupe[4].